# Bibiana (TO)
Bibiana é uma comuna italiana da região do Piemonte, província de Turim, com cerca de 2.854 habitantes. Estende-se por uma área de 18 km², tendo uma densidade populacional de 159 hab/km². Faz fronteira com Bricherasio, Luserna San Giovanni, Cavour, Campiglione-Fenile, Lusernetta, Bagnolo Piemonte (CN).

## Demografia
| Variação demográfica do município entre 1861 e 2011                               |
|                                                                                   |
| Fonte: Istituto Nazionale di Statistica (ISTAT) - Elaboração gráfica da Wikipedia |